# Warren Tufts
Warren Tufts, né le 12 décembre 1925 à Fresno et mort le 7 juin 1982 à Placerville, est un auteur de bande dessinée et animateur américain. Il est notamment connu pour son comic strip de western Casey Ruggles, diffusé de 1949 à 1954.

## Biographie
Warren Tufts naît le 12 décembre 1925 à Fresno. Après avoir travaillé dans une station de radio, il est conscrit durant la Seconde Guerre mondiale. On lui demande de dessiner pour les revues de l'aéronaval. Après la guerre, il crée le comic strip Casey Ruggles en 1949 qu'il garde jusqu'en 1954 avant que son Syndicate, United Feature, ne le lui reprenne. Warren Tufts décide alors de créer sa propre maison d'édition, Warren Tufts Enterprise, et de produire une nouvelle série intitulée The Lone Spaceman. Celle-ci s'arrête en 1955. Warren Tufts crée un nouveau strip, Lance, qui d'abord est publié seulement le dimanche mais qui gagne une diffusion quotidienne sous forme de strip à partir de 1957. La série s'achève en 1960 et Tufts commence alors à travailler pour des éditeurs de comic book. On voit ainsi sa signature chez Dell Comics ou Gold Key Comics sur des séries d'aventures (Rifleman, Zorro, Korak, Son of Tarzan, etc.). Il abandonne progressivement les comics pour l'animation, la télévision et la publicité. Il travaille en tant que scénariste ou acteur pour des séries. En 1982, le 7 juin (selon le site web IMDB) ou le 6 juillet (selon le site web Lambiek) il meurt dans un accident à bord de son avion privé dont il avait dessiné les plans.

## Œuvre

### Comics
- Totem, Aventures et Voyages, collection Mon journal

39. L'Étalon fauve, scénario et dessins de Warren Tufts, 1980
40. Le Duel, scénario et dessins de Warren Tufts, 1980
42. Le Canyon des esclaves, scénario et dessins de Warren Tufts et Michel-Paul Giroud, 1980
43. Rendez-vous à l'aube, scénario et dessins de Warren Tufts et Michel-Paul Giroud, 1981
44. La Rivière des pièges, scénario et dessins de Warren Tufts, 1981
45. La Passerelle du Perro Loco, scénario de Fred Baker et Warren Tufts, dessins de Douglas Maxted et Warren Tufts, 1981
49. Trois poulets pour un flic, scénario de Fred Baker et Warren Tufts, dessins de Douglas Maxted, Prieto Muriana et Warren Tufts, 1982
- Big Horn, dessins de Warren Tufts, S.E.R.

5. Big Horn 5, 1958
8. Big Horn 8, 1958
16. Big Horn 16, 1959
28. Big Horn 28, 1960
- Casey Ruggles, scénarios et dessins de Warren Tufts, Éditions Michel Deligne

1. 1849… L'Appel de l'or, 1978
2. Joaquin Murietta, le hors la loi !, 1978
3. Le duel - Face aux Apaches, 1979
4. Fusillé à l'aube - L'Odyssée du Delta Queen, 1979
5. Murietta n'est pas mort, 1979
6. L'enfer de Sidney-Town, 1979
7. La Poursuite infernale, 1979
8. Les Perles du désert, 1980

### Animation

#### Département artistique
- Spider-Man and His Amazing Friends, 24 épisodes (1981-1983)
- Challenge of the SuperFriends, 16 épisodes (1978)
- Wait Till Your Father Gets Home, 1 épisode (1973)
- The ABC Saturday Superstar Movie, 1 épisode (1973)
- Sealab 2020, 13 épisodes (1972)
- Help!… It's the Hair Bear Bunch!, 1 épisode (1971)
- Cattanooga Cats (1969)
- The New 3 Stooges, 70 épisodes (1965)

#### Doublage
- Captain Fathom, 5 épisodes (1965)

#### Scénariste
- Captain Fathom, 4 épisodes (1965)
- The New 3 Stooges (1965)

#### Décors
- Jonny Quest, 4 épisodes (1964-1965)

#### Producteur
- Captain Fathom (1965)